# Тернопільський край
Тернопільський край — частина Галичини, віддана Росії за Віденським (Шенбруннським) договором від 14 жовтня 1809. Під її владою ця територія (на схід від лінії смт Залізці — м. Зборів і р. Стрипа) перебувала від весни 1810 до літа 1815 року. Указом російського імператора 15 червня 1810 р. тут створено адміністративно-територіальну одиницю — «Тернопільський край» із центром у місті Тернопіль, який отримав статус окружного міста.

## Адміністративний поділ
Спочатку «Тернопільський край» поділявся на 2 округи (циркули) — Тернопільський і Заліщицький (вдвічі менший), 1814 р. утворений 3-й округ — Теребовлянський. До краю належала територія сучасних Борщівського, Гусятинського, Заліщицького, Підволочиського, Теребовлянського, Тернопільського, Чортківського, південна (галицька) частина Збаразького, а також окремі села Бучацького, Зборівського, Козівського та Підгаєцького районів.

## Управління
Управляв «Тернопільським краєм» намісник, якого призначав імператор. Намісник «Тернопільського краю» Іґнатій Тейльс (провадив урядування виключно російською) створив фіктивний напівавтономний орган — «Комітет», який перебрав начальну окружну владу. Урядування в округах очолювали старости — родовиті росіяни, їх помічниками — «секретарями округи» — були, за твердженням Василя Вериги, поляки.
Німецьку урядову мову замінила російська, другою мовою була польська, якою друкували всі урядові документи. Цар нехтував інтересами українців краю, українську мову не вводили навіть у найнижчих інстанціях.
Повітові маршалки:
- Тернопільського округу — Ф. Коритовський,
- Заліщицького — А. Шумлянський,
- Теребовлянського — І. Громницький.

## Нововведення
Протягом цього періоду в Тернопільському краї були введені юліанський календар, паспорти, військові книги та інше. Почали працювати єврейська друкарня, публічна школа з німецькою мовою викладання, відбудовано замок у м. Тернопіль.
Згідно з домовленостями 3 травня (чи заключним пактом 6 червня 1815 р.) Віденського конґресу територія «Тернопільського краю» повернута Австрійській імперії, яка перебрала владу 6 серпня.